# Heping, Tianjin
Distrito de Heping (chinês tradicional: 和平區, chinês simplificado: 和平区, pinyin: Hépíng Qū, lit. ‘Distrito Paz’) é um distrito no centro de Tianjin, China. Seu nome vem da Rua Heping, a rua mais próspera do distrito na época da mudança de nome em 1956.
A região de Heping tem uma longa história. A área total é de 9,97 quilômetro quadrados (3,85 sq mi). Heping contém seis subdistritos divididos em 88 comitês residenciais (社区居委会). Em 2020, o distrito tinha uma população total de 449.100 habitantes.
Historicamente, o distrito de Heping é o centro da cultura, do comércio e das finanças de Tianjin. A área comercial central de Tianjin, shopping centers e bancos estão concentrados neste distrito.
De 2006 a 2008, o líder do distrito de Heping era Li Runlan (李润兰). A Escola de Ensino Médio Yaohua está localizada no distrito. A companhia aérea japonesa All Nippon Airways tem seu escritório em Tianjin na Torre 2 do prédio "The Exchange" localizado no distrito.

## História
Durante a Dinastia Song, as terras do atual distrito de Heping estavam sob controle do conde Qingchi de Cangzhou . Após o incidente de Jingkang, o condado de Qingchi, juntamente com a maior parte dos territórios Song ao norte do Rio Amarelo, foi ocupado pela Dinastia Jin. O governo de Jin renomeou o condado como Jinghai em 1193.
Em 1730, o condado de Jinghai foi agregado a cidade de Tianjin. Devido à distância do centro da cidade, por muito tempo o distrito foi pouco povoado e subdesenvolvido. Em 1860, parte do distrito foi cedido à Grã-Bretanha, Estados Unidos, França e Japão como concessões. Após a devolução das concessões após o fim da Segunda Guerra Mundial, as antigas concessões japonesas e francesas foram agrupadas no Primeiro Distrito, e as antigas concessões britânicas foram transformadas no Décimo Distrito. Após a fundação da República Popular da China, o Distrito foi dividido em Primeiro e Quinto Distritos em 10 de outubro de 1952. Em 1956, o Primeiro e o Quinto Distritos foram renomeados para Heping e Xinghua, respectivamente, e o distrito de Xinhua foi posteriormente agregado ao distrito de Heping em 1958.

## Divisões Administrativas
Heping contém seis subdistritos: 
| Nome                       | Chinês     | Hanyu Pinyin       | População (2010) | Área ( km2 ) |
| -------------------------- | ---------- | ------------------ | ---------------- | ------------ |
| Subdistrito de Xiaobailou  | 小白楼街道 | Xiǎobáilóu Jiēdào  | 30.982           | 2.134        |
| Subdistrito de Quanyechang | 劝业场街道 | Quànyèchǎng Jiēdào | 59.551           | 1.737        |
| Subdistrito de Wudadao     | 五大道街道 | Wǔdàdào Jiēdào     | 41.421           | 1.738        |
| Subdistrito de Xinxing     | 新兴街道   | Xīnxīng Jiēdào     | 60.343           | 1,77         |
| Subdistrito de Nanyingmen  | 南营门街道 | Nányíngmén Jiēdào  | 47.306           | 1,25         |
| Subdistrito de Nanshi      | 南市街道   | Nánshì Jiēdào      | 33.874           | 1.22         |

## Transporte
O distrito de Heping é atualmente servido por duas linhas de metrô:
- Estação Xiaobailou, Estação Yingkoudao, Estação Anshandao
- Estação Xikanglu, Estação Yingkoudao, Estação Hepinglu, Estação Jinwan'guangchang

## Ligações Externas
- Site oficial (em chinês)